# Kościół Wniebowzięcia Najświętszej Maryi Panny w Białej
Kościół Wniebowzięcia Najświętszej Maryi Panny – rzymskokatolicki kościół parafialny należący do dekanatu Biała diecezji opolskiej.

## Historia i architektura
Jest to świątynia wzniesiona po pożarze starszego kościoła w 1544 roku jako murowana. Kościół został wzniesiony w stylu gotyckim i jest orientowany, pod prezbiterium znajduje się krypta grobowa. Są w niej umieszczone płyty nagrobne: Pawła Kozłowskiego (1595 rok) – starosty bialskiego i nieznanej kobiety (około 1600 rok). Budowla jest trzynawowa i posiada kaplicę św. Jana Nepomucena, gdzie można zobaczyć freski z XVI wieku. Prezbiterium i nawy boczne są nakryte sklepieniami kolebkowo-krzyżowymi. Nawa główna posiada dwa przęsła i reprezentuje styl gotycki. Pod chórem jest umieszczona ręcznie kuta krata wykonana w 1631 roku i figura Chrystusa Frasobliwego.

## Wnętrze i wyposażenie
Ołtarz główny, który powstał w 1773 roku, reprezentuje styl rokokowy. Ołtarze boczne reprezentują styl barokowy i powstały w 1700 roku. Przy filarze międzynawowym znajduje się obraz Matki Boskiej Częstochowskiej umieszczony w sukience metalowej trybowanej w XVIII wieku. Wieża świątyni w dolnych kondygnacjach posiada plan kwadratu, w górnych posiada plan ośmioboku. Ściany na zewnątrz są pokryte dekoracją sgraffitową powstałą w XVI wieku, imitującą rustykę diamentową.

## Galeria

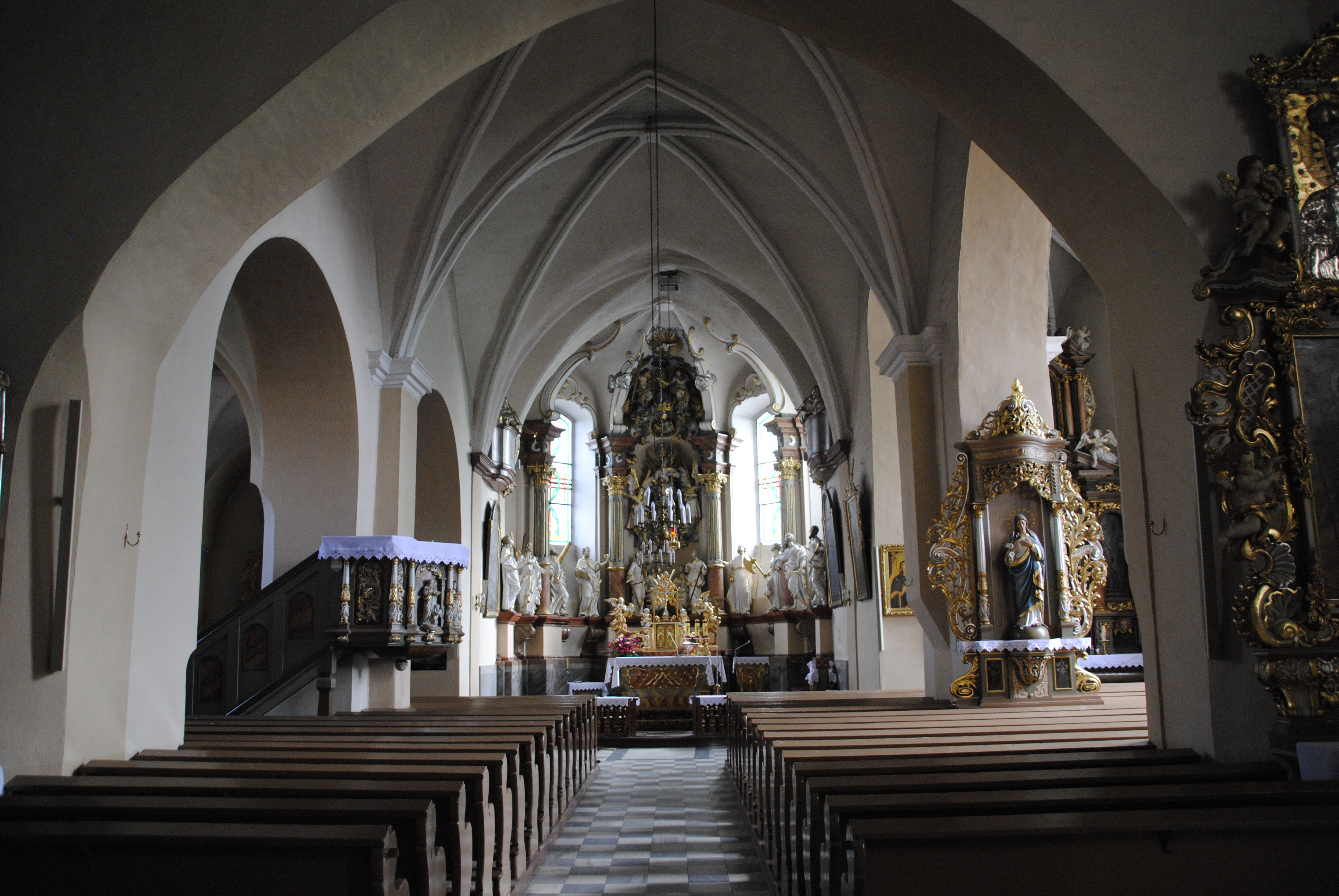
Nawa główna
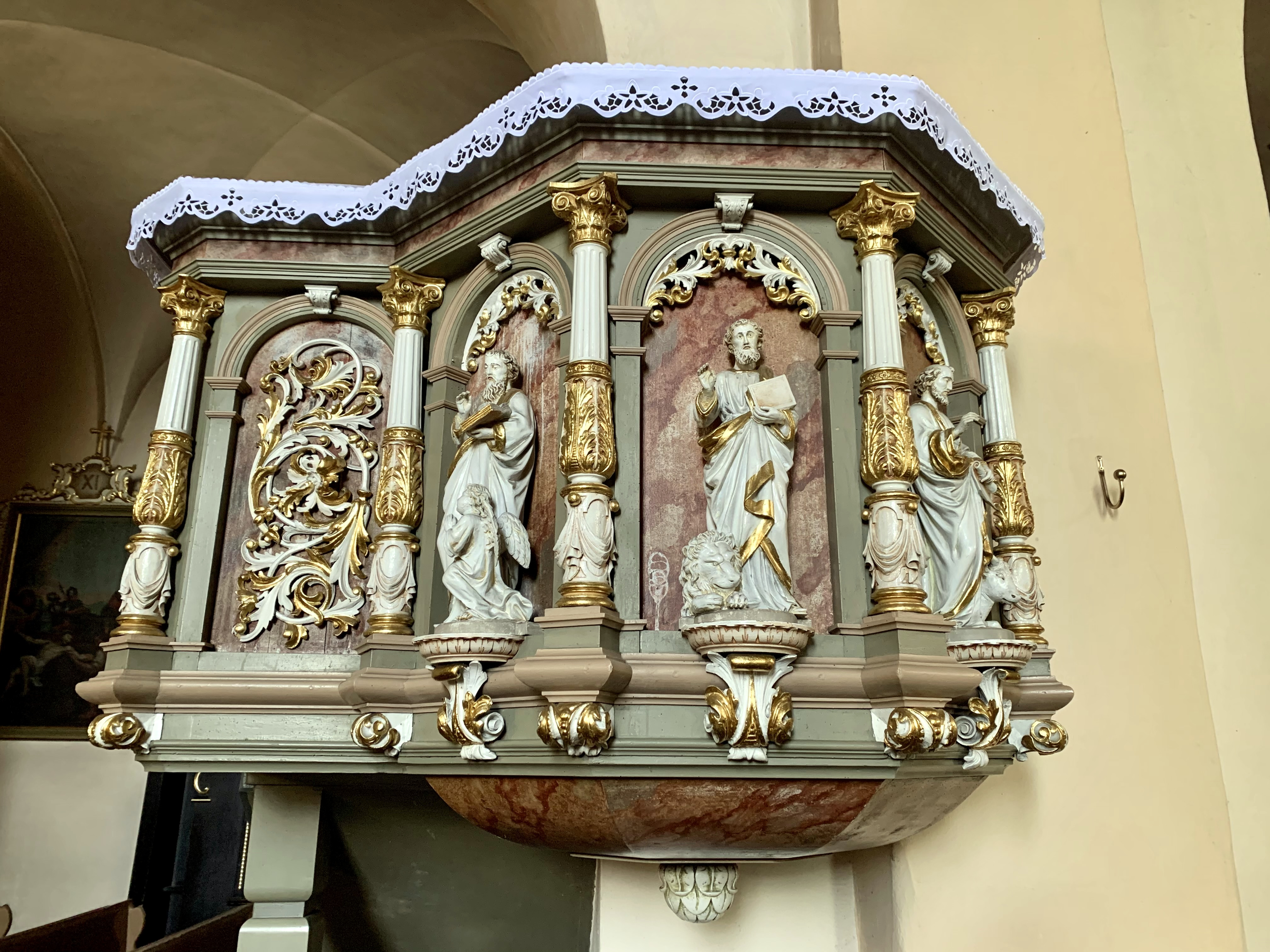
Ambona
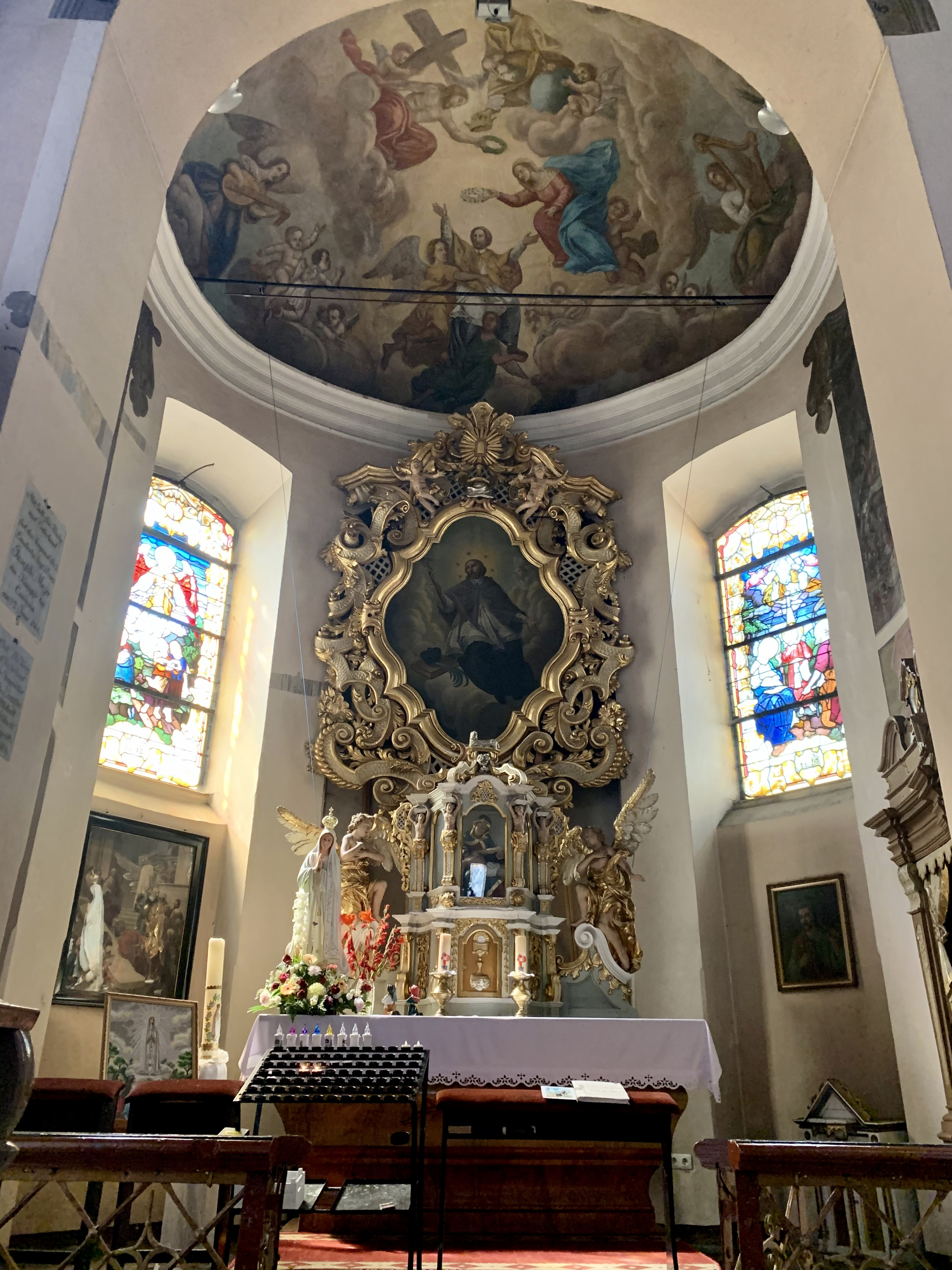
Kaplica kościoła
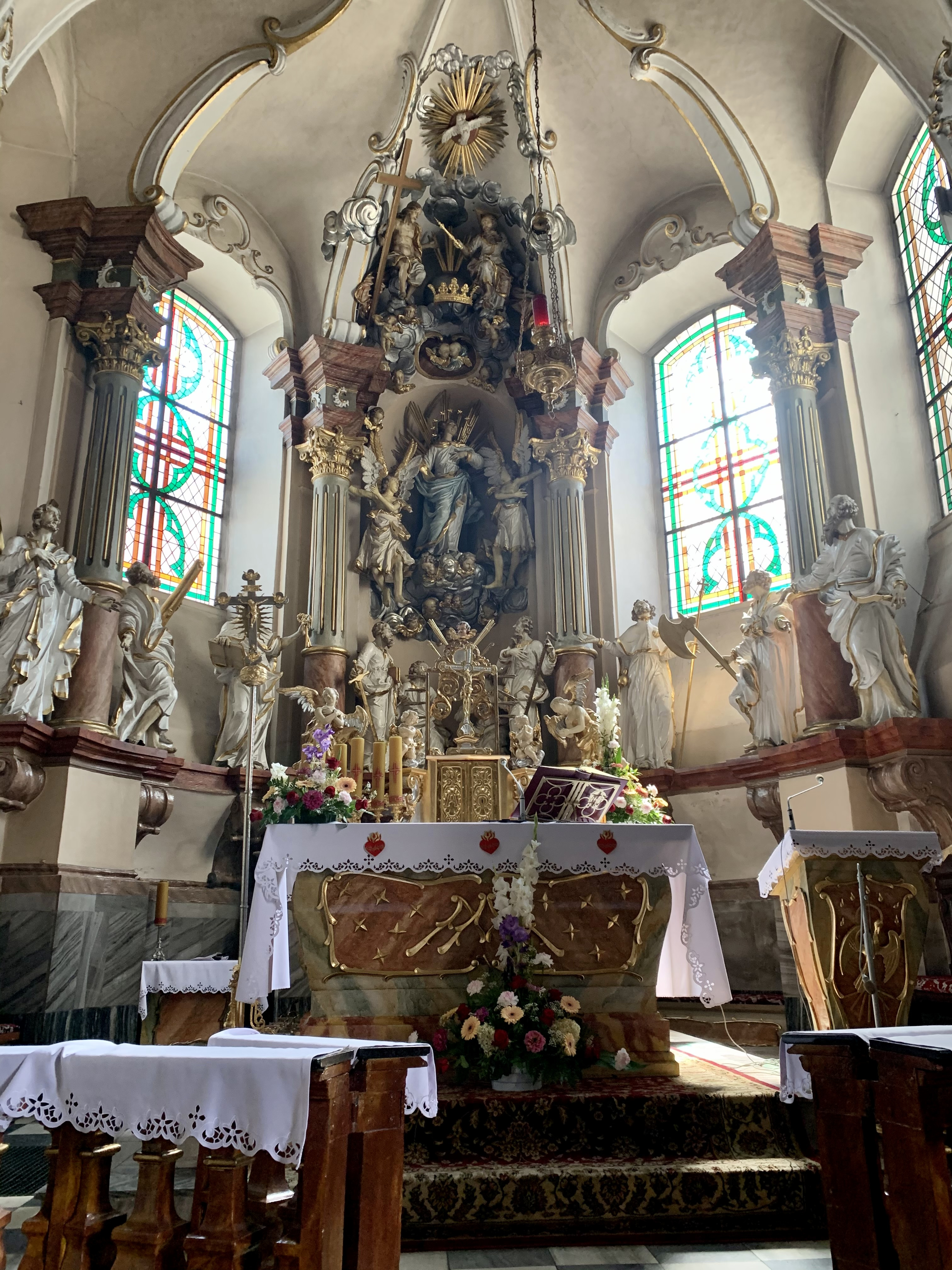
Prezbiterium